# Índice de Miller

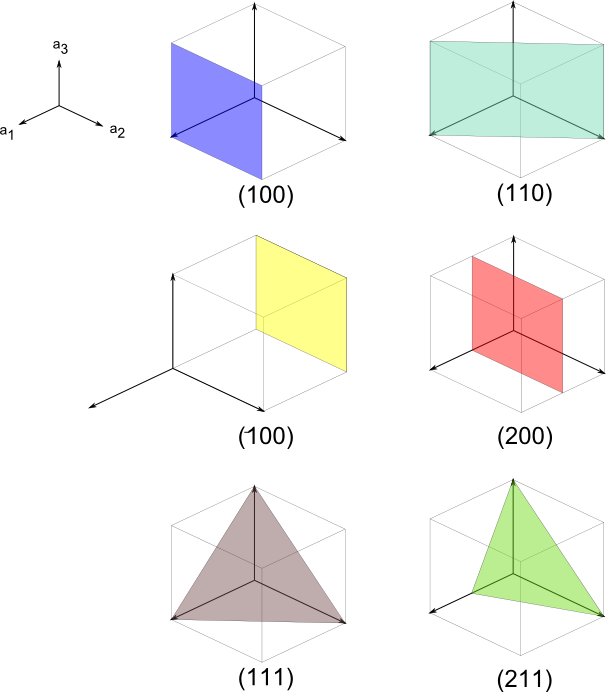
Indices de miller de planos comuns na base cubica

Índices de Miller são uma notação utilizada em cristalografia para definir famílias de planos em uma rede de Bravais. Isto é feito indicando-se as coordenadas de um vetor no espaço recíproco, que é normal à família de planos. Em três dimensões, os índices de Miller são representados pela tripla entre parênteses (hkl), onde h,k e l são inteiros com maior divisor comum igual a 1. Se algum dos inteiros é negativo, a convenção é escrever o número com uma barra em cima, no lugar do sinal de negativo, como no caso {\displaystyle {\bar {h}}} no lugar de {\displaystyle -h}.
Uma outra convenção é denotar uma direção no espaço direto com os índices entre colchetes [uvw] onde u, v e w são inteiros com maior divisor comum igual a 1. Assim, o eixo {\displaystyle \mathbf {a} _{1}} é a direção {\displaystyle [100]}, o eixo {\displaystyle -\mathbf {a} _{2}} a direção {\displaystyle [0{\bar {1}}0]}. Como no caso u, v e w são as coordenadas com respeito à base direta, essa direção não é, em geral, perpendicular ao plano (uvw). Em particular, em sistemas com base direta ortogonal, a direção [uvw] é de fato perpendicular ao plano (uvw).

## Definição

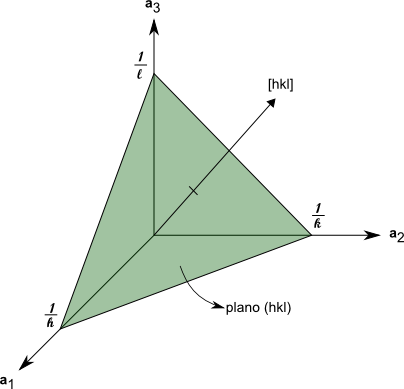
Índices de Miller Interseções do plano (hkl) com os eixos da base direta e direção hkl

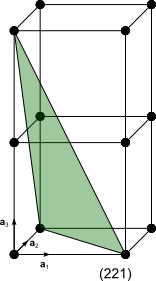
Plano cristalino pertencente a duas células unitárias

A orientação de um plano cristalino é unicamente determinada por três pontos não colineares do plano. Se cada ponto é a interseção do plano com cada um dos três eixos cristalinos (se o plano é paralelo ao eixo, toma-se a interseção como sendo no infinito), o plano pode ser determinado fornecendo-se a coordenada da interseção com cada eixo em função dos vetores da base, {\displaystyle \mathbf {a} _{1},\mathbf {a} _{2},\mathbf {a} _{3}}.
Uma vez definido o plano a ser estudado, a determinação dos índices de Miller segue as seguintes etapas:
- Determinar as interseções do plano nos eixos da base direta. Os eixos podem ser de uma célula primitiva ou não.
- Tomar os valores recíprocos e reduzir para números inteiros através da multiplicação por um fator comum. Geralmente são escolhidos o menor conjunto de inteiros. A tripla entre parênteses (hkl), é denominada índice de Miller.

Por exemplo, se  as interseções x, y e z forem 1, 3, 5, os índices de Miller são calculados da seguinte forma.
- Tomar os valores recíprocos: {\displaystyle {\frac {1}{1}},{\frac {1}{3}},{\frac {1}{5}}}
- Reduzir aos menores termos inteiros: (15 5 3)

Por convenção, os índices de Miller de um plano são representados entre parênteses, dessa forma, o plano utilizado como exemplo pode ser descrito pelos seguintes índices de Miller: (15 5 3).
Se o plano é paralelo a um eixo, a interseção é considerada como ocorrendo no infinito, portanto, o índice de Miller é igual a zero.

## Propriedades
A notação dos índices de Miller torna algumas propriedades geométricas mais simples de serem representadas. Essas propriedades são frequentemente utilizadas em cristalografia.
Para derivar algumas das propriedades, vamos primeiro definir a base no espaço recíproco.
Em laboratórios, o padrão de difração de cristais se dá no espaço recíproco, e portanto é necessária a definição de uma base vetorial para esse espaço.
Num cristal tridimensional, dada uma base do cristal no espaço direto, {\displaystyle \mathbf {a} _{1},\mathbf {a} _{2},\mathbf {a} _{3}}, a base no espaço recíproco é dada pelas seguintes relações:
{\displaystyle \mathbf {b} _{1}=2\pi {\frac {\mathbf {a} _{2}\times \mathbf {a} _{3}}{\mathbf {a} _{1}\cdot \mathbf {a} _{2}\times \mathbf {a} _{3}}}},
{\displaystyle \mathbf {b} _{2}=2\pi {\frac {\mathbf {a} _{3}\times \mathbf {a} _{1}}{\mathbf {a} _{1}\cdot \mathbf {a} _{2}\times \mathbf {a} _{3}}}},
{\displaystyle \mathbf {b} _{3}=2\pi {\frac {\mathbf {a} _{1}\times \mathbf {a} _{2}}{\mathbf {a} _{1}\cdot \mathbf {a} _{2}\times \mathbf {a} _{3}}}}
De modo que cada vetor da base recíproca é perpendicular a dois vetores da base direta. Tomando o produto escalar entre os vetores das duas bases conclui-se que:
{\displaystyle \mathbf {a} _{i}\cdot \mathbf {b} _{j}=2\pi \delta _{ij}}
Onde {\displaystyle \delta _{ij}={\begin{cases}1\;&{\text{se }}i=j\\0\;&{\text{se }}i\neq j\end{cases}}}

### Índices determinam um vetor normal no espaço recíproco
Teorema: Um vetor do espaço recíproco ({\displaystyle \mathbf {G} =h\mathbf {b} _{1}+k\mathbf {b} _{2}+l\mathbf {b} _{3}}) com coordenadas iguais aos índices de Miller de um plano (hkl) é perpendicular a esse plano.
Demonstração:
Da definição, o plano (hkl) intercepta os eixos da base direta nos pontos {\displaystyle {\frac {1}{h}},{\frac {1}{k}},{\frac {1}{l}}} respectivamente. Logo, dois vetores que pertencem ao plano são:
{\displaystyle \mathbf {u} ={\frac {1}{h}}\mathbf {a} _{1}-{\frac {1}{l}}\mathbf {a} _{3}}
e
{\displaystyle \mathbf {v} ={\frac {1}{k}}\mathbf {a} _{2}-{\frac {1}{l}}\mathbf {a} _{3}}
Tomando o produto escalar de G com um vetor genérico do plano, e usando {\displaystyle \mathbf {a} _{i}\cdot \mathbf {b} _{j}=2\pi \delta _{ij}} tem-se:
{\displaystyle \mathbf {G} \cdot (x\mathbf {u} +y\mathbf {v} )=x(\mathbf {b} _{1}\cdot \mathbf {a} _{1}-\mathbf {b} _{3}\cdot \mathbf {a} _{3})+y(\mathbf {b} _{2}\cdot \mathbf {a} _{2}-\mathbf {b} _{3}\cdot \mathbf {a} _{3})=0}
onde x,y são números reais arbitrários.
Logo, G é perpendicular a um vetor genérico pertencente ao plano (hkl), isto é, G é perpendicular ao plano.

### Distância entre planos adjacentes
Teorema: A distância entre planos adjacentes, d, é {\displaystyle {\frac {2\pi }{|\mathbf {G} |}}}.
Demonstração:

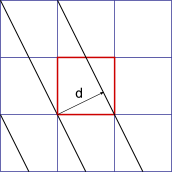
Como medir distância interplanar numa rede de bravais

Ao traçar uma família de planos cristalinos paralelos, sempre é possível escolher uma célula (primitiva ou não) cuja origem pertence a um plano dessa família. Desse modo, a distância entre planos adjacentes é a distância do plano (hkl) até a origem do sistema da célula cristalina. O problema se resume então a determinar a distância de um plano até a origem.
Um vetor normal ao plano é {\displaystyle \mathbf {G} =h\mathbf {b} _{1}+k\mathbf {b} _{2}+l\mathbf {b} _{3}}, então, os pontos (x,y,z) que pertencem a uma reta perpendicular ao plano e que passa pela origem é:
(x,y,z) = {\displaystyle \alpha \mathbf {G} }
Como a reta é perpendicular ao plano, a distância deste até a origem é dada pela projeção de um vetor qualquer que liga a origem ao plano, na direção da reta. Um destes vetores é:
{\displaystyle \mathbf {u} ={\frac {1}{l}}\mathbf {a} _{3}}.
Logo:
{\displaystyle d={\frac {\mathbf {u} \cdot \mathbf {G} }{|\mathbf {G} |}}={\frac {1}{|\mathbf {G} |}}(\mathbf {a} _{3}\cdot \mathbf {b} _{3})}
ou seja: {\displaystyle d={\frac {2\pi }{|\mathbf {G} |}}}
No caso particular de uma base cúbica, {\displaystyle \mathbf {a} _{1},\mathbf {a} _{2},\mathbf {a} _{3}}, ser utilizada, {\displaystyle |\mathbf {G} |} assume uma expressão simples. Numa base cúbica podemos escrever:
{\displaystyle \mathbf {a} _{1}=a\mathbf {x} }
{\displaystyle \mathbf {a} _{2}=a\mathbf {y} }
{\displaystyle \mathbf {a} _{3}=a\mathbf {z} }
onde {\displaystyle \mathbf {x} ,\mathbf {y} ,\mathbf {z} } são os vetores unitários cartesianos. Com isso, a base recíproca também toma a forma simples:
{\displaystyle \mathbf {b} _{1}={\frac {2\pi }{a}}\mathbf {x} }
{\displaystyle \mathbf {b} _{2}={\frac {2\pi }{a}}\mathbf {y} }
{\displaystyle \mathbf {b} _{3}={\frac {2\pi }{a}}\mathbf {z} }
De modo que {\displaystyle |\mathbf {G} |={\frac {2\pi }{a}}{\sqrt {h^{2}+k^{2}+l^{2}}}} e finalmente:
{\displaystyle d={\frac {a}{\sqrt {h^{2}+k^{2}+l^{2}}}}}

### Índices inteiros e indices irracionais
Todo plano cristalino intercepta os eixos da base direta em múltiplos inteiros dos módulos dos vetores dessa base de forma que todo vetor que liga dois pontos do cristal pode ser escrito da forma {\displaystyle \mathbf {T} =n\mathbf {a} _{1}+m\mathbf {a} _{2}+p\mathbf {a} _{3}} com n,m e p inteiros.
Com isso, os índices de Miller sempre serão números racionais ou inteiros para planos cristalinos, e portanto sempre podem ser transformados em uma tripla de inteiros pela multiplicação por um fator comum inteiro. Porém, existem na natureza outros tipos de estrutura onde podem existir índices de Miller irracionais, como nos quasicristais.

## Direções cristalográficas e variação nas propriedades dos materiais
As direções cristalográficas estão ligadas aos determinados índices de Miller dos planos tratados.  Uma vez que é sabida a anisotropia de diversas propriedades dos materiais, é possível associá-las as diferentes direções cristalográficas, por exemplo:
Uma vez que o estudo dos materiais foi intensificado, ficou-se cada vez mais claro a possibilidade de análise de propriedades térmicas, elétricas, mecânicas entre outras em diferentes direções do material. Por exemplo:

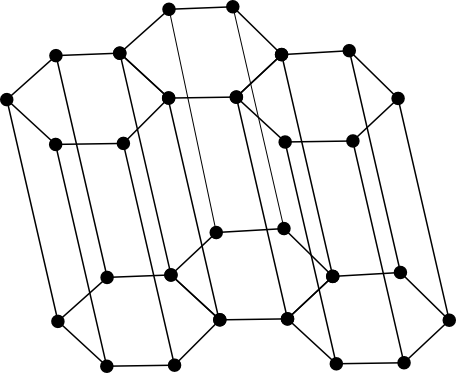
Cristal de carbono hexagonal

- Propriedades Ópticas:  Espalhamento da radiação depende do fator de forma de um material. Assim sendo, átomos mais próximos apresentam um efeito diferente do de átomos mais afastados.
- Propriedades Elétricas:  A condução em um  determinado material é influenciada  pela direção do cristal na qual é analisada. Um exemplo é o grafite, que conduz eletricidade na direção dos planos atômicos, porém perpendicularmente a eles apresenta comportamento isolante. [2]

- Propriedades mecânicas: Diversas quantidades importantes nos estudos de mecânica, como módulo de Young, razão de Poisson e módulo de cisalhamento de um material apresentam diferenças entre seus respectivos valores para direções cristalográficas diferentes. Tomemos como exemplo um  cristal de Silício. Seu módulo de Young na direção [100] é igual a 130 GPa, porém, quando tensionado na direção [111], seu módulo apresenta valor igual a 189 GPa. [3]

Cabe-se mencionar que o desenvolvimento de instrumental específico propiciou a análise das diferentes facetas das propriedades dos materiais. Equipamentos como o microscópio de transmissão, difratômetros, ressonâncias nucleares magnéticas entre outros fazem parte do pilar destas análises.